# ピザボックス・フォームファクタ

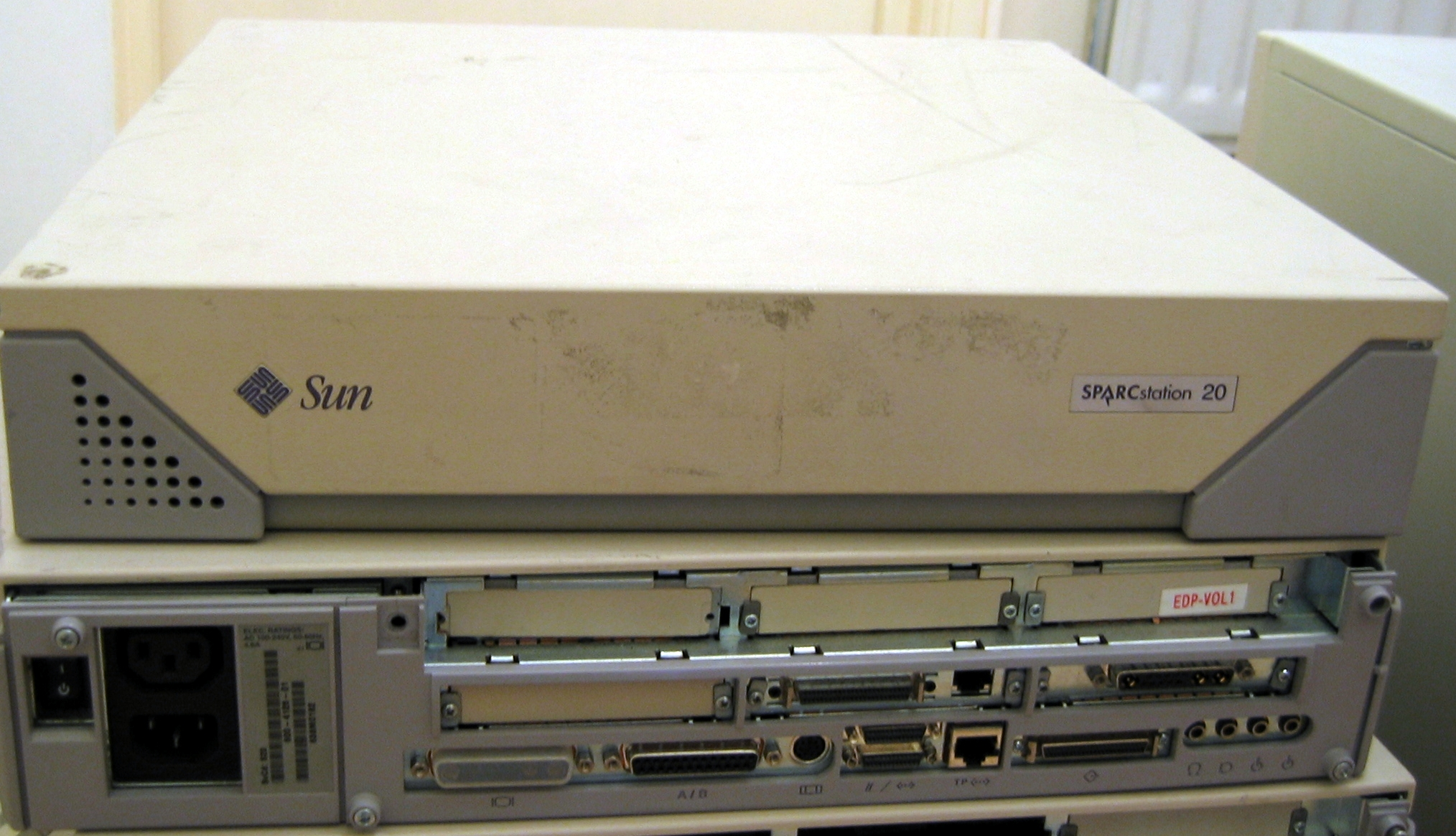
2台のSPARCstation 20ワークステーションが積み重ねられて、前面と背面が見える典型的な「ピザ ボックス」ケース

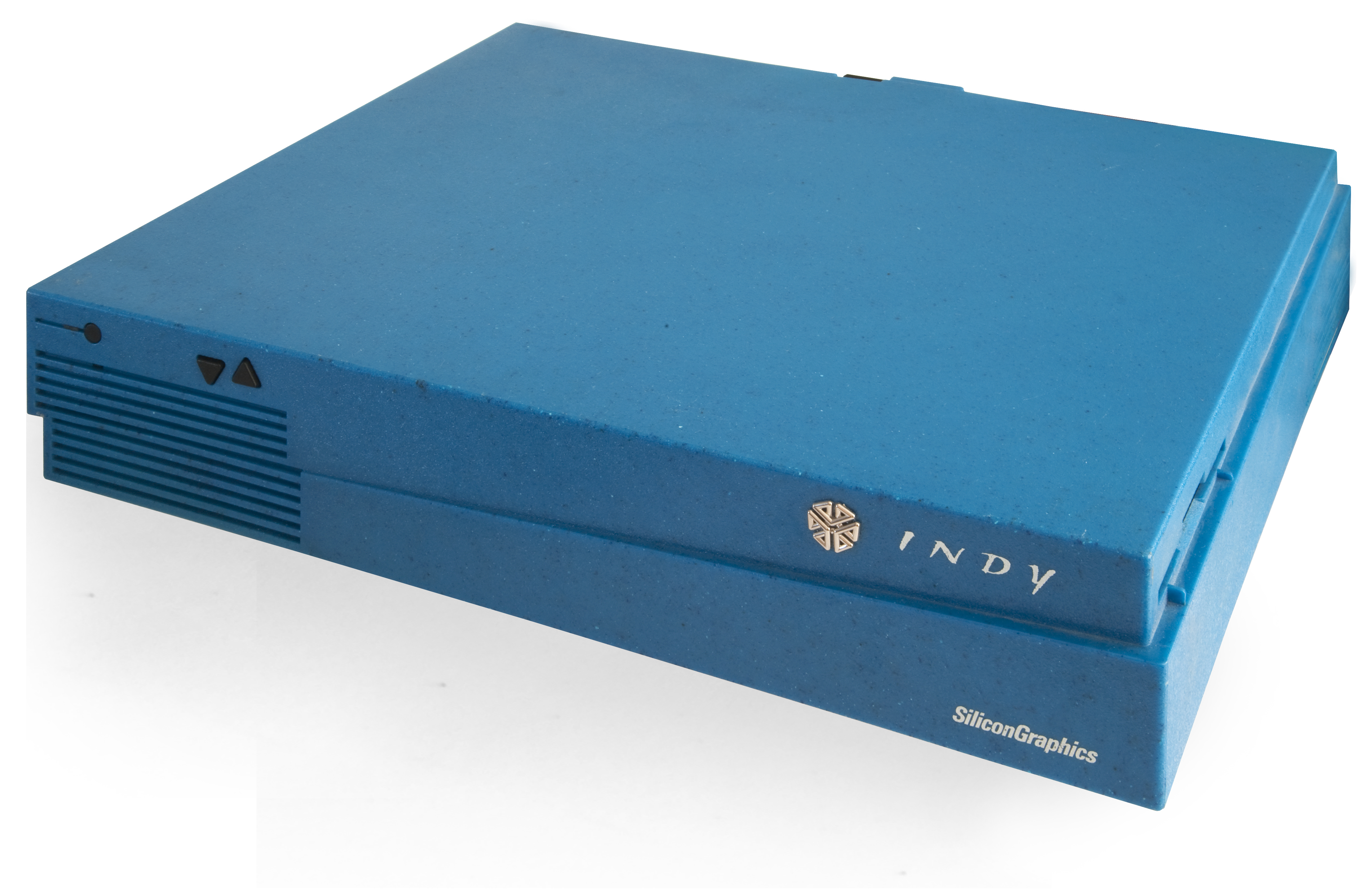
SGI Indy

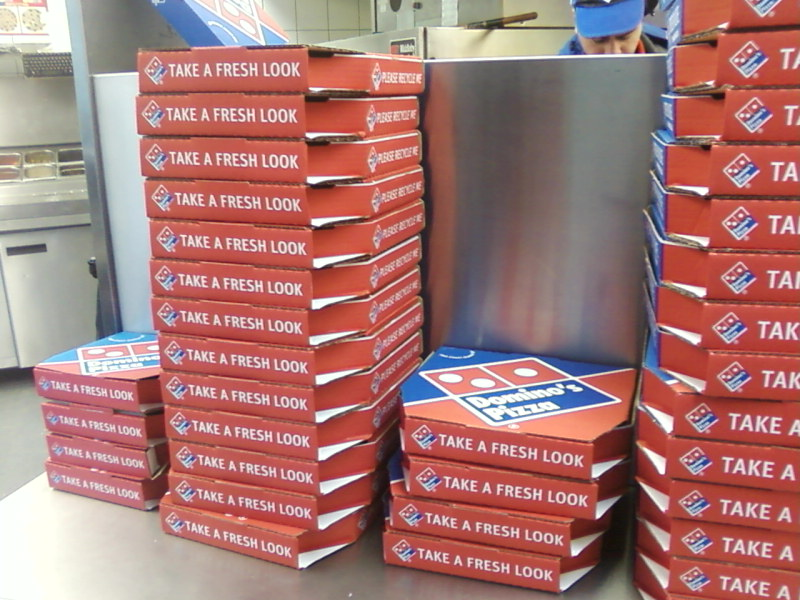
ピザの箱

ピザボックス・フォームファクタ（Pizza_box_form_factor）、ピザ ボックス（Pizza_box）とは、コンピュータまたはネットワーク スイッチのケースのスタイルである。

## 解説
このタイプのケースは幅が広く平らで、 高さは通常 1 ～ 3 インチまたは 4 ～ 9 cmで、ピザの宅配ボックスに似ている。
Data General Aviion Unix サーバは、1991 年に「メインフレームのパワーをピザボックスに収めるのは誰?」というキャッチフレーズで宣伝されたが、一般にピザ ボックスシステムと呼ばれるほとんどのコンピュータは、 Sun Microsystemsワークステーションなどのハイエンド デスクトップ システムだった。 1990 年代に販売されたもので、最も注目すべきはSPARCstation 1とSPARCstation 5であった。他の注目すべき例は、 SGI Indy 、 NeXTstation 、 Amiga 1000など、同世代の最高性能のデスクトップ コンピュータであるが、フォーム ファクターはMacintosh LCシリーズなどの低価格ラインやローエンド ラインでも見られた。

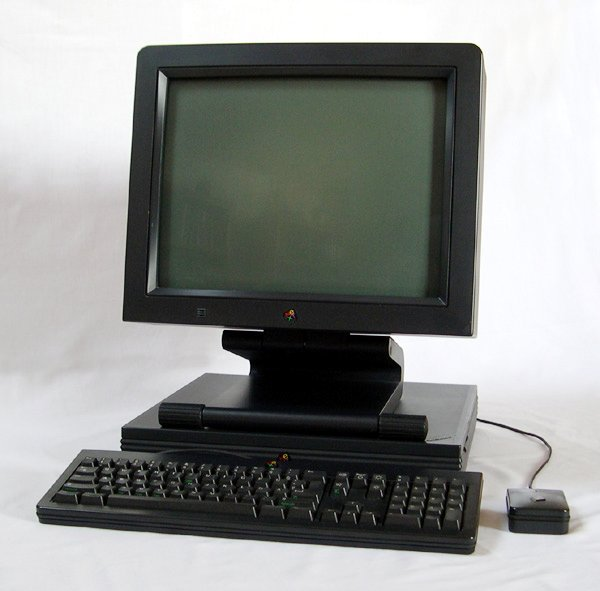
NeXTstationスラブまたはピザ ボックス ワークステーション (高さ 2.52 インチ/6.4 cm) が 17 インチ/43 cm のCRTモニターの下に平らに置かれている1990 年

元の SPARCstation 1 つの設計には、フォーム ファクタ用に特別に設計された拡張バス テクノロジSBusが内蔵された。拡張カードは、特にVMEbusなどの当時使用されていた他の拡張カードと比較し小さく、垂直ではなく水平に取り付けられていた。このタイプの場合のPC 互換コンピュータは通常、 PCI拡張バスを使用し、水平に配置された 1 つまたは 2 つの拡張カードに限定されるか、または通常の PC が使用するPCIカードよりも短い特別なロープロファイル拡張カードが必要である。
計算能力の密度とピザ ボックス システムの積み重ね可能性も、データ センターでの使用に魅力的であった。元々デスクトップ用に設計されたシステムは、 19 インチ ラック内の棚に置かれ、収まるようにケースの一部を切り取る必要がある場合があった。後期から 1990 年代、ピザ ボックスは、ラック スペースと密度が重要なデータ センタや産業用アプリケーションの一般的なフォーム ファクターだった。このフォーム ファクタのサーバは、ハイエンドのイーサネット スイッチと同様に、ラック マウント用に設計された。ラック マウント 1Uコンピュータには、あらゆるタイプの構成と奥行きがある。
小型のデスクトップ システムやシン クライアント向けのピザ ボックス フォーム ファクタは引き続き使用されているが、すでに小型化されたコンピュータをキーボードやディスプレイ モニタに組み込むネットトップやオールインワン PC設計に取って代わられつつある。